# Neopithecops lucifer
Neopithecops lucifer är en fjärilsart som beskrevs av Johannes Karl Max Röber 1892. Neopithecops lucifer ingår i släktet Neopithecops och familjen juvelvingar. Inga underarter finns listade i Catalogue of Life.

## Bildgalleri

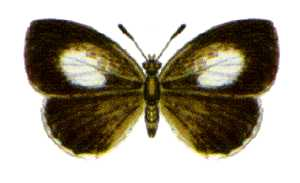